# Otpravnik poslova
Otpravnik poslova predstavlja diplomatu, koji vodi ambasadu u situacijama kada ambasador nije prisutan. Poreklo reči „charge d’affaires” je francuskog porekla i označava osobu koja je ,,zadužena za“.
Otpravnik poslova uživa iste usluge i imunitete kao i ambasador. Međutim otpravnik poslova ima niže rangiran status u odnosu na ambasadora, zato on/ona ima niži prioritet na formalnim diplomatskim događajima.
U većini slučajeva, diplomata bi radio kao otpravnik poslova na privremeno, tokom odsustva ambasadora. Postoje retki slučajevi kada se otpravnik postavlja na neodređeni period, kada zbog nesporazuma između dve zemlje nije moguće ili je nepoželjno da se pošalje diplomata koji ima viši rang.
Preseans u diplomatskom koru:
1. Ambasadori i Opunomoćeni papski nuncije
2. Opunomoćeni ministri
3. Otpravnici poslova ad hoc ili pro tempore
4. Otpravnici poslova ad interim (ambasada)
5. Otpravnici poslova ad interim (legacija)

## Tipovi otpravnika poslova
Otpravnik poslova ad interim (privremeno), to su otpravnici koji su postavljeni da vode ambasadu zbog odsustva ambasadora. Uobičajeno je da se postavi savetnik ili sekretar delegacije. Pre nego što napusti svoj položaj, bivši šef misije predstavi otpravnika ministru inostranih poslova u državi koja akredituje. Otpravnici se ne smatraju formlano akreditovanim, jer oni nemaju diplomatske akreditacije.
Otpravnik poslova en pied, otpravnik koji je postavljen na duži perod kao šef misije, to se dešava u slučaju kada zemlje nemaju odnos na ambasadorskom nivou. Postavljaju se diplomatskom notom od ministra inostranih poslova države koja šalje državi koja akredituje, tj. njenom Ministarstvu inostranih poslova.
Otpravnik poslova en pied ima prednost u odnosu na otpravnika ad interim, ali su niži čin od ambasadora. Nekada se oslovljavaju kao ad hor ili en titre.

## Dugogodišnji odnosi na nivou otpravnika
U određenim slučajevima otpravnik poslova može biti postavljen na duži period, kada misiju vodi ambasador koji je akreditovan u više država. Misija može biti degradirana sa nivoa ambasadora na nivo otpravnika poslova kako bi se pokazalo nezadovoljstvo ili kako bi se izbegli ekstremni koraci prekidanja diplomatskih odnosa. Kao primer može poslužiti slučaj Saudijske Arabije i Tajlanda, ove dve države nisu razmenile ambasadore jos od 1989.godine, zbog još uvek nerešene afere „Plavi dijamant”.
Kada se diplomatsko zvanje proširuje na novu vladu, otpravnik poslova će odmah biti poslat da ustanovi diplomatsko predstavništvo. U slučaju da ne dođe do blagovremene razmene ambasadora, može doći do produženog perioda odnosa na nivou otpravnika poslova. Jedan od primera jeste odnos Narodne Republike Kine i Ujedinjenog Kraljevstva. Ujedinjeno Kraljevstvo je priznalo NR Kinu 1950. godine i postavila otpravnika poslova u Pekingu. Međutim Kina nije želela da razmeni ambasadore sve dok Engleska ne povuče svoj konzulat iz Tajpeja. Odnosi nisu imali pomaka do 1972. godine.
S obzirom da otpravnik poslova predstavio svoje akreditive ministru inostranih poslova, a ne šefu države, imenovanje „otpravnik poslova” može izbeći politički osetljiv sastanak, koji bi značio priznanje tog šefa države ili vlade.
Slično tome, država prijema može odbiti da akredituje ambasadora, ali da ipak održi diplomatske odnose prihvatanjem otpravnika poslova. Primer je Repiblika Kipar koja imenuje veliki broj otpravnika poslova en pied u svojim predstavništvima u inostranstvu.

## Istorijat
U modernoj upotrebi se otpravnik poslova u suštini se ne razlikuje od ambasadora ili izaslanika ili ministra rezidenta. Oni predstavljaju svoju državu, odvojeno od ranga i preseansa, uživaju iste privilegije i imunitete kao ostali diplomatski agenti.
Ali u istoriji postoje retki primeri u kojima je diplomatski položaj, formalno rangiran kao otpravnik poslova, zapravo zaposlen u mnogo značajnijoj kolonijalnoj ulozi, koju obično ima rezident.
Anam-Tonkin (većina današnjeg Vijetnama), prvi otrpravnik poslova Francuske bio je jedan od trojice lokalnih vladara grada Hue 1875. godine. Kasnije je imenovan prvi rezident-general 11. juna 1884. godine, jer su prestali da budu odani Kineskom carstvu.
Otpravnik poslova u francuskoj upotrebi može označavati i položaj i izvan diplomatije kao specifičan položaj ili individua sa više ili manje privremenom odgovornošću za određeno područje delovanja.

## Izvori i spoljašne veze
- Овај чланак укључује текст из публикације која је сада у јавном власништву: Chisholm, Hugh, ур. (1911). „Chargé d'Affaires”.  (на језику: енглески). 5 (11 изд.). Cambridge University Press. стр. 859.
- eDiplomat.com: Glossary of Diplomatic Terms